# Murexiella glypta
Murexiella glypta är en snäckart som först beskrevs av M. Smith 1938.  Murexiella glypta ingår i släktet Murexiella och familjen purpursnäckor. Inga underarter finns listade i Catalogue of Life.